# モアハウス郡 (ルイジアナ州)
モアハウス郡（モアハウスぐん、英: Morehouse Parish）は、アメリカ合衆国ルイジアナ州の北部に位置する郡である。2010年国勢調査での人口は27,979人であり、2000年の31,021人から9.8％減少した。郡庁所在地はバストロップ市（人口11,365人）であり、同郡で人口最大の町でもある。
モアハウス郡はバストロップ小都市圏に属しており、またモンロー・バストロップ広域都市圏を構成している。

## 地理
アメリカ合衆国国勢調査局に拠れば、郡域全面積は805平方マイル (2,085 km2)であり、このうち陸地794平方マイル (2,057 km2)、水域は11平方マイル (28 km2)で水域率は1.36％である。

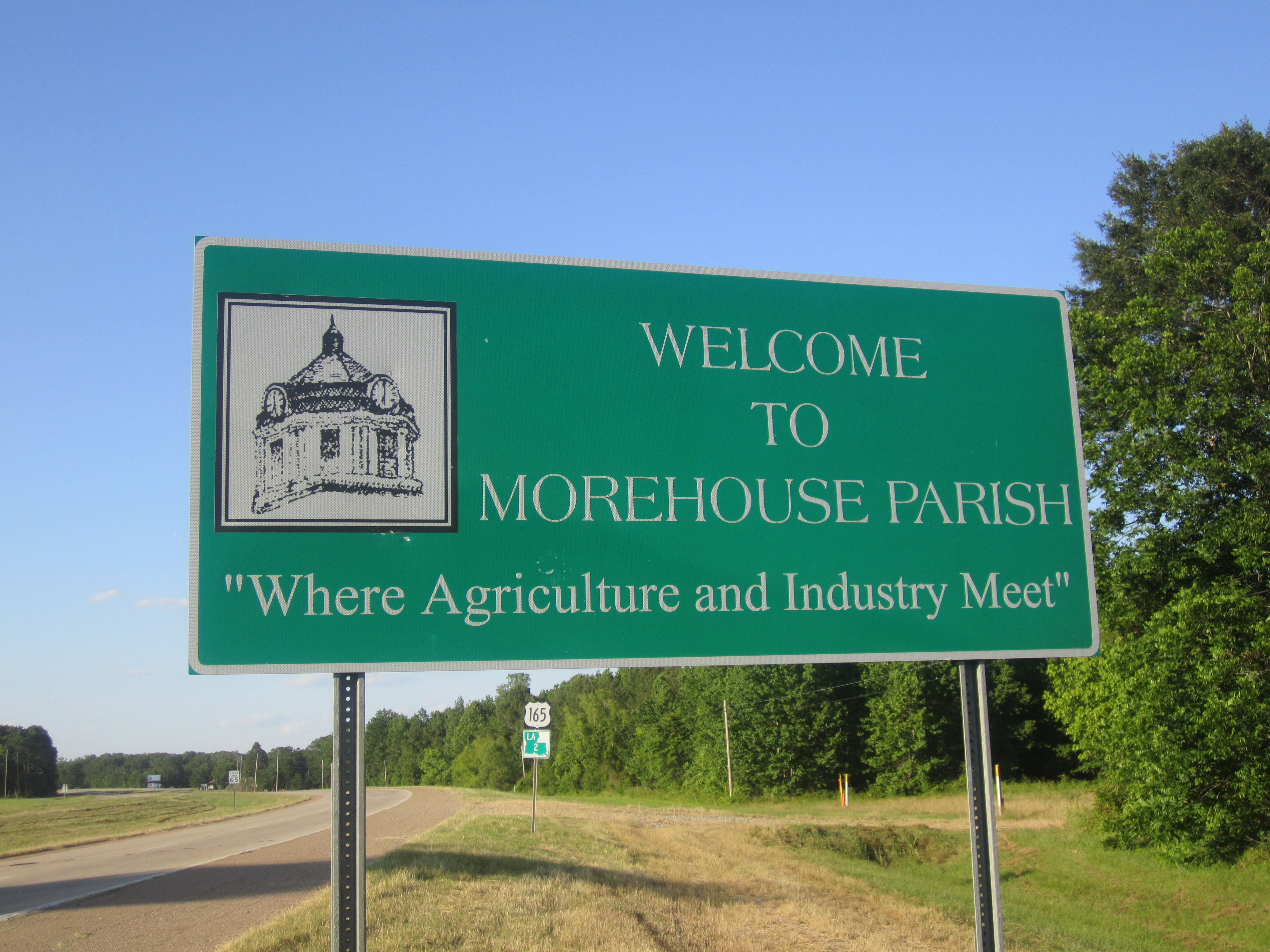
モアハウス郡境の歓迎看板

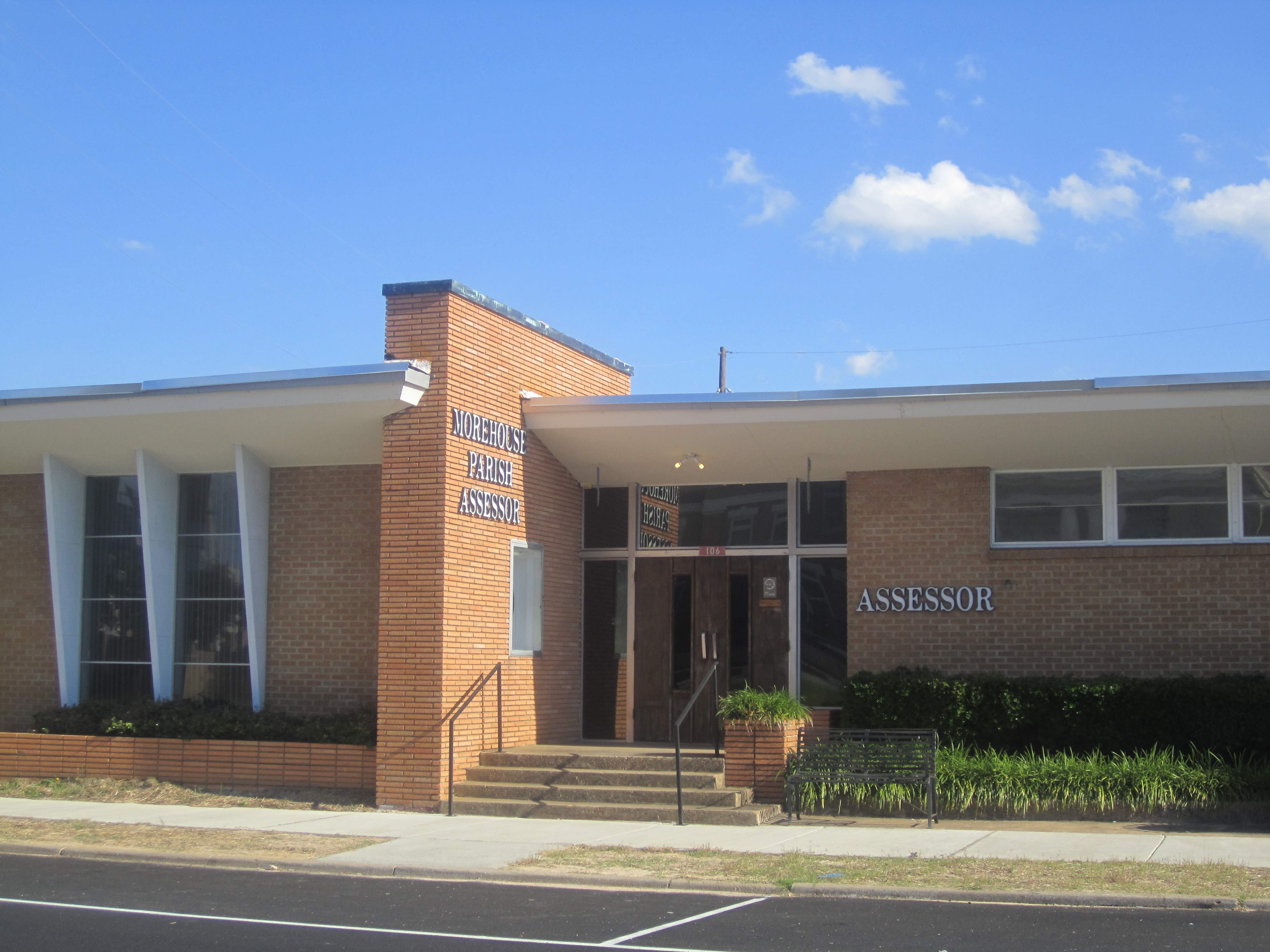
モアハウス郡評価官事務所、郡庁舎の裏にある

### 主要高規格道路
- アメリカ国道165号線
- アメリカ国道425号線
- ルイジアナ州道2号線

### 隣接する郡
- ユニオン郡 (アーカンソー州) - 北西
- アシュリー郡 (アーカンソー州) - 北
- チコット郡 (アーカンソー州) - 北東
- ウェストキャロル郡 - 東
- リッチランド郡 - 南東
- ワシタ郡 - 南西
- ユニオン郡 - 西

### 国立保護地域
- ハンディブレイク国立野生生物保護区
- ワシタ川上流国立野生生物保護区（部分）

## 人口動態
以下は2000年の国勢調査による人口統計データである。
| 基礎データ - 人口: 31,021人 - 世帯数: 11,382 世帯 - 家族数: 8,320 家族 - 人口密度: 15人/km2（39人/mi2） - 住居数: 12,711軒 - 住居密度: 6軒/km2（16軒/mi2） 人種別人口構成 - 白人: 55.76% - アフリカン・アメリカン: 43.36% - ネイティブ・アメリカン: 0.13% - アジア人: 0.18% - 太平洋諸島系: 0.01% - その他の人種: 0.12% - 混血: 0.44% - ヒスパニック・ラテン系: 0.74% 年齢別人口構成 - 18歳未満: 27.5% - 18-24歳: 9.5% - 25-44歳: 26.4% - 45-64歳: 21.4% - 65歳以上: 15.1% - 年齢の中央値: 36歳 - 性比（女性100人あたり男性の人口） - 総人口: 91.4 - 18歳以上: 86.1 | 世帯と家族（対世帯数） - 18歳未満の子供がいる: 33.3% - 結婚・同居している夫婦: 49.1% - 未婚・離婚・死別女性が世帯主: 19.8% - 非家族世帯: 26.9% - 単身世帯: 24.4% - 65歳以上の老人1人暮らし: 11.6% - 平均構成人数 - 世帯: 2.64人 - 家族: 3.14人 収入と家計 - 収入の中央値 - 世帯: 25,124米ドル - 家族: 31,358米ドル - 性別 - 男性: 31,385米ドル - 女性: 18,474米ドル - 人口1人あたり収入: 13,197米ドル - 貧困線以下 - 対人口: 26.8% - 対家族数: 21.3% - 18歳未満: 35.9% - 65歳以上: 23.8% |

## 都市と町

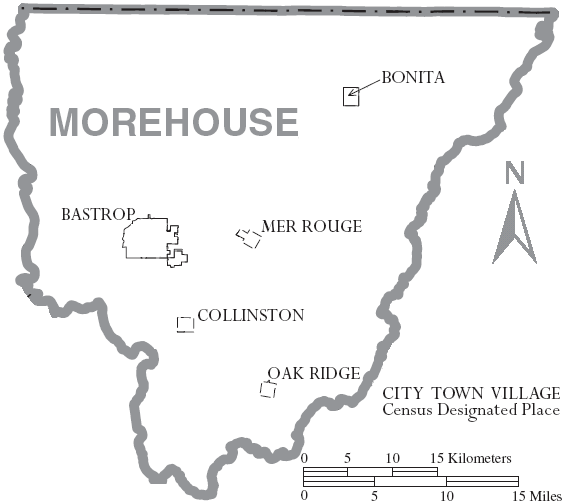
モアハウス郡図

- バストロップ - 郡庁所在地
- ボニータ
- コリンズトン
- マールージュ
- オークリッジ

## 教育と宗教
モアハウス郡教育委員会が地元の公立学校を運営している。